# Club Atlético River Plate 1911
Questa voce raccoglie le informazioni riguardanti il Club Atlético River Plate nelle competizioni ufficiali della stagione 1911.

## Stagione
Il club pareggiò la prima partita (contro il Porteño) e vinse le successive tre; in seguito perse tre incontri. Il torneo terminò con due pareggi e una vittoria.

## Maglie e sponsor
| Casa |

## Rosa
| N. |                      | Ruolo | Calciatore          |
| -- | -------------------- | ----- | ------------------- |
|    | Argentina (bandiera) | P     | Domingo De Ambrosio |
|    | Argentina (bandiera) | D     | Pedro Calneggia     |
|    | Argentina (bandiera) | D     | Arturo Chiappe      |
|    | Argentina (bandiera) | D     | Federico Gómez      |
|    | Argentina (bandiera) | C     | Atilio Badaracco    |
|    | Argentina (bandiera) | C     | L. E. Brohman       |
|    | Argentina (bandiera) | C     | R. Colman           |
|    | Argentina (bandiera) | C     | Ramón Lamique       |
|    | Argentina (bandiera) | C     | Agustín Lanata      |
|    | Argentina (bandiera) | C     | Lázaro Peria        |
|    | Argentina (bandiera) | C     | Atilio Peruzzi      |

| N. |                      | Ruolo | Calciatore            |
| -- | -------------------- | ----- | --------------------- |
|    | Argentina (bandiera) | C     | Carlos Rossi          |
|    | Argentina (bandiera) | A     | Donato Abbatángelo    |
|    | Argentina (bandiera) | A     | Antonio Ameal Pereyra |
|    | Argentina (bandiera) | A     | Adrián Bergogne       |
|    | Argentina (bandiera) | A     | Johnny Diggs          |
|    | Argentina (bandiera) | A     | A. Filippi            |
|    | Argentina (bandiera) | A     | Luis Galeano          |
|    | Argentina (bandiera) | A     | Antonio Martínez      |
|    | Argentina (bandiera) | A     | Arturo Prandoni       |
|    | Argentina (bandiera) | A     | Stewart               |
|    | Argentina (bandiera) | A     | Adolfo Tula           |

## Statistiche

### Statistiche di squadra
| Competizione    | Punti | Totale | Totale | Totale | Totale | Totale | Totale | DR |
| Competizione    | Punti | G      | V      | N      | P      | Gf     | Gs     | DR |
| --------------- | ----- | ------ | ------ | ------ | ------ | ------ | ------ | -- |
| Copa Campeonato | 16    | 16     | 6      | 4      | 6      | 22     | 31     | -9 |
| Totale          | -     |        |        |        |        |        |        | -  |